# هيويل إيفانز
هيويل إيفانز (بالإنجليزية: Hywel Evans)‏ هو متزلج فني بريطاني، ولد في 9 يناير 1945 في Rhondda ‏ في المملكة المتحدة.

## وصلات خارجية
- هيويل إيفانز على موقع أوليمبيديا (الإنجليزية)